# Friedrichskoog
Friedrichskoog è un comune di 2 494 abitanti dello Schleswig-Holstein, in Germania.
Appartiene al circondario (Kreis) del Dithmarschen ed alla comunità amministrativa (Amt) di Marne-Nordsee.